# Банакова, Мария Павловна
Мария Павловна Банакова (на момент награждения — Кочнева) (3 марта 1926 — 5 октября 2008) — передовик советского сельского хозяйства, доярка колхоза «Пятилетка» Костромского района Костромской области, Герой Социалистического Труда (1950).

## Биография
Родилась в 1926 году в деревне Шемякино (ныне — Костромского района Костромской области) в крестьянской семье.
Завершила обучение в школе после 3-х классов. С началом Великой Отечественной войны пришла работать в колхоз «Пятилетка» Сухоноговского сельсовета Костромской области, на ферму.
В 1945 году её доверили группу нетелей, молодых коров. По результатом работы с этим молодым стадом, Мария Павловна была представлена к Ордену Трудового Красного Знамени.
Надои этой группы продолжали расти. В 1949 году от восьми коров было получено 5583 килограмма молока в среднем от головы в год. Содержание жира составило 217 килограмм от каждой коровы в среднем.
Указом Президиума Верховного Совета СССР от 16 августа 1950 года за получение высоких результатов в сельском хозяйстве и рекордные показатели в животноводстве Марии Павловне Кочневой (Банаковой) было присвоено звание Героя Социалистического Труда с вручением ордена Ленина и медали «Серп и Молот».
Продолжала и дальше трудиться в сельском хозяйстве.
Умерла 5 октября 2008 года. Похоронена на сельском кладбище в селе Петрилово.

## Награды
За трудовые успехи была удостоена:
- золотая звезда «Серп и Молот» (16.08.1950)
- два ордена Ленина (04.07.1949, 16.08.1950)
- Орден Трудового Красного Знамени (23.07.1948)
- другие медали.